# Benji Michel
Benjamin Stanley „Benji” Michel (ur. 23 października 1997 w Orlando) – amerykański piłkarz pochodzenia haitańskiego występujący na pozycji skrzydłowego lub napastnika, od 2025 roku zawodnik fińskiego HJK.
Jego rodzice pochodzą z Haiti.